# واتة
واتة إحدى قرى الجمهورية التونسية، تقع في ولاية بنزرت، على الطريق الوطنية رقم 11 بين منزل بورقيبة وبنزرت.

### مواضيع ذات علاقة
- ولاية بنزرت.